# Jacqueline Lichtenstein
Jacqueline Lichtenstein (18 de marzo de 1947-3 de abril de 2019) fue una filósofa e historiadora del arte francesa. Profesora de estética y de filosofía del arte en la Universidad París IV-Sorbona.

## Trayectoria
Estudió en la École normale supérieure, logró la agregación en filosofía y enseñó en la Universidad de California (Berkeley), en la Universidad de París Ouest-Nanterre y en la Universidad París IV-Sorbona.  
Fue directora adjunta de "Philosophie et Sociologie" de la Universidad París IV-Sorbona, y enseñó en el máster "Esthétique et Philosophie de l’art". Fue responsable de la colección «Essais d'art et de philosophie» (para la editorial Vrin), fundada por Henri Gouhier en 1949.
Jacqueline Lichtenstein publicó numerosos artículos en revistas francesas y sobre el pensamiento artístico y el modo de actuar de su discurso escrito. Asimismo estudió el papel del aficionado al arte.
En La couleur éloquente, libro por el que destacó, se interesó por las recepciones del color en todos los campos (filosofía, sociología, ética, arte) en contraposición con el dibujo, más simple, y que se veía como su antagonista. Se supuso que era peligroso por su presencia abiertamente material, desde el platonismo más marcado. 
En La tâche aveugle, analizó las relaciones entre pintura y escultura en la modernidad, hasta llegar al presente en el que los tópicos sobre estos dos campos se deshacen.
Fue miembro del Consejo Científico del Museo del Louvre, que la invitó en 2013 a una serie de conferencias sobre poética y teoría del dibujo desde el siglo XV hasta el XIX. Y dirigió la edición de las Conferencias de la Real Academia de Pintura y Escultura en el momento de Luis XIV de 1648 a 1793, con Christian Michel.

## Obra
- La couleur éloquente, rhétorique et peinture à l'âge classique, París, Flammarion, 1989.
- La peinture, París, Larousse, 1995.
- La tâche aveugle: Essai sur les relations de la peinture et de la sculpture à l'âge moderne, París, NRF, 2003. ISBN 2-07-076330-7.
- Tadanori Yokoo, con Daidō Moriyama y Takayo Iida, Actes Sud, 2006.
- Conférences de l'Académie royale de Peinture et de Sculpture, tomo 1, v. 1: Les Conférences au temps d'Henry Testelin 1648-1681, París, ENSBA, 2007.
- Conférences de l'Académie royale de Peinture et de Sculpture, tomo 1, v. 2: 1648-1681, París, ENSBA, 2007.